# 西藏裸趾虎
西藏裸趾虎（学名：Cyrtodactylus tibetanus）西藏弯脚虎,为壁虎科裸趾虎属的爬行动物。在中国大陆，分布于西藏等地。该物种的模式产地在西藏曲水。
其种加词“tibetanus”意为“西藏的”。

## 保护
本种于2023年被收录入《有重要生态、科学、社会价值的陆生野生动物名录》。